# Sagan om is och eld
Sagan om is och eld (originaltitel: A Song of Ice and Fire) är en prisbelönad serie fantasyböcker skrivna av den amerikanske författaren George R.R. Martin. Martin började skriva serien 1991 och den första boken publicerades 1996. Böckerna är inspirerade av bland annat verklighetens Rosornas krig. Den planerades från början som en trilogi (Kampen om Järntronen, Drakarnas Dans och The Winds of Winter) men blev för omfattande och utgavs därför i flera delar. Idag har fem böcker kommit ut och ytterligare två planeras i serien. 
Det finns även tre kortromaner tillgängliga samt en serie kortromaner bestående av utdrag från huvudböckerna. En av dem har vunnit Hugopriset. HBO:s TV-serie Game of Thrones, som hade premiär den 17 april 2011, är baserad på böckerna och har tillkommit i nära samarbete med författaren.
Det finns flera dator- och konsolspel baserade på romansviten.

## Handling
Sagan om is och eld utspelar sig till största del på den fiktiva kontinenten Västeros (en: Westeros), ofta kallad "De sju konungarikena" trots att hela Västeros vid seriens början sedan länge utgör ett enda rike. Utöver Västeros utspelar sig även delar av berättelsen på grannkontinenten Essos. I böckerna följer läsaren ett antal romanfigurer och varje kapitel utspelar sig ur en av dessa figurers perspektiv - undantag för denna struktur är prologen, som följer en karaktär som inte är en huvudkaraktär.
När serien inleds har Robert Baratheon, dynastin Baratheons huvudman, varit kung i 15 år. Robert blev härskare över De sju konungarikena efter ett inbördeskrig, i vilket den galne kung Aerys II av huset Targaryen störtats. Så gott som alla medlemmar av dynastin Targaryen dödades; de enda överlevande var kungens två yngsta barn som flydde kontinenten och tvingades leva i exil på andra sidan smala havet. När kungens hand (högsta rådgivare) mördas under mystiska omständigheter beger sig Robert tillsammans med sin familj till Eddard Stark i Norden för att göra honom till kungens nya hand.
Handlingen i stort följer tre parallella huvudlinjer:
- Politiska intriger i De sju konungarikena med många vändningar, där personer som tidigare varit fiender plötsligt blir allierade och tvärtom.
- Äventyren på båda sidor av den stora ismur som skiljer De sju konungarikena från de vilda länderna i norr där det fria folket och mystiska varelser härjar.
- Det överlevande Targaryanbarnens upplevelser på andra sidan smala havet och deras önskan att ta tillbaka tronen som rättmätigt är deras.

## Inspiration
Författaren George R.R. Martin har erkänt att en betydande inspiration har varit J.R.R. Tolkiens trilogi Härskarringen. Samwell Tarly är en replik till figuren Samwise i Tolkiens böcker. Martin har dock varit tydlig med att han känner att den tematik och världsbild, med oftast tydligt goda och onda karaktärer, som Tolkien beskrev oftast har kopierats av sämre författare och han därför ville utgå från politiska motivationer bakom sin egen serie. Därför, medan Tolkiens inspiration var mytologi, använder Martin historia. Själva grundhandlingen är baserad på Rosornas Krig; Cersei Lannisters modell är Margareta av Anjou, Robert Baratheon & Robb Stark Edvard IV, Ned Stark Richard av York, Aagon Targaryan II Henrik VI, Joffrey Edvard av Westminster, Walder Frey Richard Neville, Jeyne Westerling Elisabet Woodville, Sansa Stark Elizabeth av York, Renly Baratheon George Plantagenet, Stannis Baratheon Richard III, Brandon & Rickon Stark Prinsarna i Towern och Daenerys Henry Tudor.  Westeros historia kan ses som en parallell till Englands, där de keltiska urinvånarna representeras av de Första Människorna, anglo-saxarna representerar andalerna, de järnfödda skandinaviska erövrarna från Norge och Danmark och huset Targaryen står för normanderna; Willem Erövraren blir Aagon Erövraren.
Det finns även referenser till historiska händelser bortom Rosornas Krig. Glencoemassakern och den Svarta Middagen har varit inspirationen till det Röda Bröllopet, grekisk eld har fungerat som en modell för Vild Eld, kungen bortom muren är baserat på diverse ledare som slogs mot Romarriket, Mance Rayder är specifikt en parallell till Arminius, dothraki är baserad på hunnerna och mongolerna, Muren är baserad på Hadrianus mur och Nattens Väktare är inspirerade av ordnar som Korsriddarna. 

## Romanfigurer

### Huset Stark

Huset Starks vapensköld

Medlemmarna av huset Stark var en gång kungar över Norden, den nordliga halvan av den kontinent som utgör De sju konungarikena, men kapitulerade när de såg Aegon Erövrarens drakar och blev då utnämnda till ståthållare i Norden. Huset Starks säte är borgen Vinterhed. Deras vapen är en grå skräckvarg på snövit botten och deras valspråk eller ord är Vintern närmar sig.
- Eddard "Ned" Stark är kung Robert Baratheons gamle vän och vapenbroder från inbördeskrigets dagar. Han blev lord av Vinterhed när den galne drakkungen Aerys Targaryen lät döda hans far och äldre bror. Ned hade också en syster, Lyanna, som Robert var förtjust i. Hon fördes bort av Aerys son Rhaegar och dog under mystiska omständigheter. När serien börjar kommer kung Robert till Vinterhed för att be Eddard att bli kungens "hand", en viktig position som innebär att han agerar som kungens närmaste man, och efter någon tvekan tackar Ned ja till erbjudandet. 15 kapitel i boken Kampen om järntronen berättar handlingen sedd från Neds perspektiv.

- Catelyn "Cat" Stark är Eddard Starks hustru. Hon är av huset Tully, vars säte ligger i Flodvattnet längre söderut i landet, och var tidigare trolovad med Neds äldre bror innan han dödades av huset Targaryen. Ned och Catelyn har fem barn: Robb, Sansa, Arya, Brandon och Rickon. Flera kapitel i tre av de fem böcker som publicerats berättar handlingen sedd från Catelyns perspektiv.

- Robb Stark är den äldste av Neds och Catelyns söner och arvinge till Vinterhed. Efter faderns avresa till Kungshamn blir han Nordens överlord, vilket kulminerar med hans kröning som kung av Norden, en titel som inte använts sedan hans förfader Torrhen Stark svor lydnad till Aegon I. Han äger en skräckvarg som heter Gråvind. Robb är trolovad med en flicka från familjen Frey, men gifter sig med Jeyne Westerling, vars familj är vasaller till ätten Lannister, vilket ger förödande konsekvenser. Robb är tillsammans med Rickon de enda av Huset Stark som inte har kapitel berättade ur deras perspektiv.

- Sansa Stark är Neds och Catelyns äldsta dotter. Hon är mycket flickaktig och romantisk, och avskyr sin syster Arya för att denna inte är någotdera. Sansa drömmer om att få gifta sig med kronprins Joffrey, men han bryter förlovningen för att gifta sig med Margaery Tyrell. Sansa blir istället tvingad att gifta sig med dvärgen Tyrion Lannister. Vid händelserna runt kung Joffreys bröllopsbankett lyckas hon, med hjälp av en narr och lord "lillfinger" Baelish fly till sin moster Lysa Arryn, lord Baelish nya hustru. Hon äger en skräckvarg som heter Lady. Flera kapitel i fyra av de fem böcker som publicerats berättar handlingen sedd från Sansas perspektiv.

- Arya Stark är Neds och Catelyns yngsta dotter. Hon är en riktig "pojkflicka" som inte har mycket till övers för romantik eller traditionella kvinnliga dygder. Hon äger en skräckvarg som heter Nymeria. Flera kapitel i böckerna berättar handlingen sedd från Aryas perspektiv (den enda karaktären som är berättare i samtliga hittills utgivna böcker).

- Brandon "Bran" Stark är Neds och Catelyns näst äldste son. Efter att han hade upptäckt drottning Cersei och hennes tvillingbror Jaime Lannister i sängen tillsammans, så knuffade Jaime ner Bran från fönstret och hoppades att han skulle dö. Bran blev dock bara förlamad, men han har inget minne av händelsen. Han äger en skräckvarg som heter Sommar. Flera kapitel i böckerna berättar handlingen sedd från Brans perspektiv.

- Rickon Är Neds och Catelyns yngste son. Han är en klassisk pojke vars intresse är rida och slåss och vars högsta dröm är att bli riddare när han blir stor. Han har en skräckvarg vid namn Rufs.

- Jon Snö är Neds oäkting med en okänd kvinna. Han uppfostras i Vinterhed som en i familjen men skickas sedan att bli en av Nattens väktare, den grupp som vaktar den stora Muren i norr. Han har en skräckvarg som heter Gast. Flera kapitel i fyra av de fem böcker som publicerats berättar handlingen sedd från Jons perspektiv.

### Huset Tully

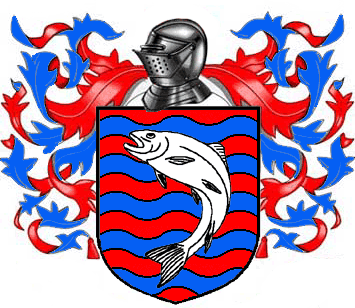
Huset Tullys vapensköld

Huset Tully härskade aldrig som kungar över Flodländerna, som tidigare var under Järnöarnas styre. Vid Aegons ankomst inledde Edmyn Tully ett uppror mot det styrande huset Hoare, som förintades med sin siste kung, Harren den Svarte, och Tullys upphöjdes till överlorder av Flodländerna. Deras vapen är en forell i silver på en botten av röda och blå vågor. Deras ord är Familjen, plikten, äran.
- Hoster Tully är familjens åldrade och, vid tidpunkten för berättelsens början, senile överhuvud och far till Catelyn och Lysa, gifta med ståthållarna i norr och öster. Han anslöt sig till sina svärsöners uppror i samband med äktenskapen och stred mot Aerys Targaryen. På grund av hans tillstånd är han sängbunden och ledarskapet för familjen och Flodvattnet har informellt övergått till hans bror och son.

- Edmure Tully är lord Hosters äldste son och arvinge.

- Brynden Tully, kallad "Svartfisken" är lord Hoster Tullys bror. Han är en erfaren och hårdhudad krigare.

### Huset Arryn

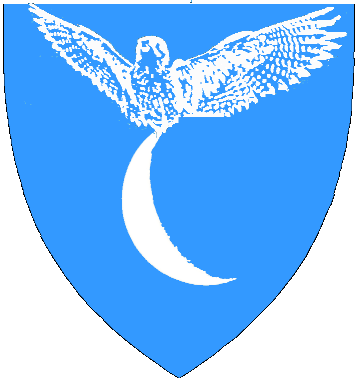
Huset Arryns vapensköld

Huset Arryn, som är av andalisk härkomst, stammar enligt berättelserna från Artys Arryn, som blev bergens och dalens kung sedan han fördrivit nordmännen och familjen styrde länge över ett eget rike, innan Targaryanernas ankomst. Deras vapen är en månskära och en falk i vitt på en himmelsblå botten. Deras ord är Hög som äran.
- Jon Arryn är lord av Örnnästet, Dalens försvarare och ståthållare i Östern och sedan många år kung Roberts hand. Han uppfostrade Robert och Eddard under många år och var först att stödja deras uppror sedan Aerys krävt att de skulle överlämnas efter Eddards far och brors avrättning.

- Lysa Arryn, ursprungligen Tully, är Jons hustru och senare änka. Deras unge och något eftersatte son Robert, döpt efter kungen, styr därefter formellt över familjens förläningar, men befinner sig helt under sin bittra mors dominans. Hon förordar neutralitet under de fem kungarnas krig vilket för henne i konflikt med systern Catelyn.

- Robert Arryn är Jon Arryns enda nuvarande och legitima son, arvinge till Örnnästet och efter sin faders död utnämnd till den "sanna ståthållaren i Östern", då kung Robert, hans namne, på grund av pojkens ringa ålder och sjuklighet istället utsett Jaime Lannister. Han erbjöds av lord Tywin Lannister att fostras i Västern som hans gäst, ett erbjudande ingen annan fått tidigare. Hans fader planerade däremot att sända honom till Stannis Baratheon på Draksten.

### Huset Baratheon

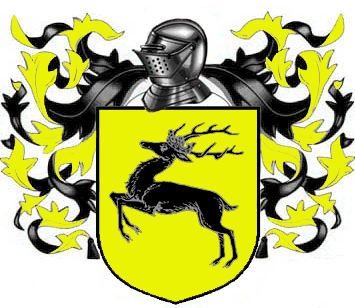
Huset Baratheons vapensköld

Huset Baratheon är det yngsta av de stora adelshusen i De sju konungarikena. Deras anfader, Orys Baratheon, var nära vän till och utpekas som en oäkta halvbror till Aegon Targaryen. Som tack för sin medverkan i erövringskriget förlänades han Stormländerna sedan den siste stormkungen dödats. Han tog över dennes vapen, en svart kronhjort på gyllene botten, och orden Raseriet är vårt. Fram till inbördeskriget var huset Baratheons huvudman lord av herresätet Stormens ände. 
- Orys Baratheon var grundaren av huset Baratheon och enligt sägnen kung Aegon den förstes halvbror. Han erhöll Stormländerna sedan han dödat dess siste kung och hans familj har därefter stått Targaryanerna nära med flera mellan Targaryanerna och övriga huset ovanliga blodsband.

- Robert Baratheon störtade den galne kung Aerys Targaryen och gjorde sig själv till ny kung. Eftersom han var barnbarn till en prinsessa av huset Targaryen ansågs han ha närmast rätt till tronen. Hans stora kärlek var Lyanna Stark som dog under tragiska och oklara omständigheter under frihetskrigets slut. Robert gifte sig senare med Cersei Lannister, dotter till Tywin Lannister, och hon födde honom tre barn (som egentligen är Jaimes): kronprins Joffrey, prinsessan Myrcella och prins Tommen.

- Joffrey Baratheon är Roberts äldste son och arvtagare till de sju kungadömena. Efter Roberts död kröns han vid tretton års ålder till Joffrey den förste med stöd av sin mor, änkedrottningen, och hennes mäktiga familj Lannister. I själva verket är han son till drottningens bror Jaime, vilket används som ett argument mot hans rätt till tronen. Joffrey är en grym och hänsynslös härskare och hans beslut att fängsla och avrätta "fadern" Roberts Hand Eddard Stark för förräderi var en av de nyckelhändelser som utlöste de fem kungarnas krig. I detta höll Joffrey Kungshamn, kronländerna och det kanske starkaste anspråket.

- Tommen Baratheon är Roberts yngste son, i själva verket också ett barn av sin mors förbindelse med morbrodern Jaime Lannister. Efter sin brors död kröns han till konung. Till skillnad från Joffrey är Tommen ung och välmenande men saknar reell makt. Hans största intresse är hans tre katter, som modern utnyttjar för att kontrollera hans välvilja.

- Myrcella Baratheon är äldre än Tommen Baratheon. Hon är en bildskön och artig flicka och liksom sina syskon Jaimes dotter i hemlighet, men vet inte om det själv. I andra boken skeppas hon till Dornien för att giftas bort med en av prins Doran Martells söner och utnyttjas av huset Martell i den arvstvist som uppstår mellan dornisk och allmän lag i fråga om tronföljden. Då hon är äldre än Tommen skulle hon enligt Dorniens lagar efterträda Joffrey i händelse av dennes död, vilket får ödesdigra konsekvenser.

- Stannis Baratheon är den äldre av Roberts två yngre bröder. Han hoppades bli lord av Stormens ände när Robert besteg tronen, men till hans stora besvikelse blev han i stället lord av den lilla och ogästvänliga ön Draksten, som emellertid vanligen tillföll Targaryanernas kronprinsar. Han är i själva verket Roberts rättmätige arvtagare, vilket han strävar efter att bevisa genom att anklaga drottningen för otrohet. Genom att Stormens ände och dess långt bördigare och mer befolkade länder gavs av Robert till hans yngre bror Renly är hans förhållande till de båda tämligen kall, inte minst sedan Stannis hållit slottet genom svår svält under befrielsekriget mot en väldig här. Till skillnad från sina bröder är Stannis en bister och sluten man och inte särskilt omtyckt, även om han är en framgångsrik och orubblig befälhavare. Genom sin hustru hamnar han under inflytande av Melisandre, den mystiske eldgudens prästinna.

- Renly Baratheon är Roberts yngste bror och den mest omtyckte av de tre, tack vare sitt glada, oskuldsfulla lynne och skämtsamma humör. Efter Roberts död är Renly den förste motkungen att låta kröna sig, trots att Stannis är den äldre brodern, och erhåller starkt stöd från Stormländerna och Huset Tyrell med vasaller, förseglat genom äktenskap mellan Renly och lord Maces dotter Margaery.

### Huset Targaryen

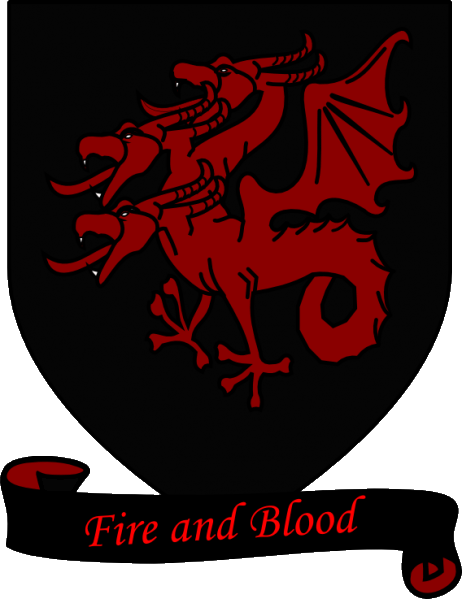
Huset Targaryens vapensköld

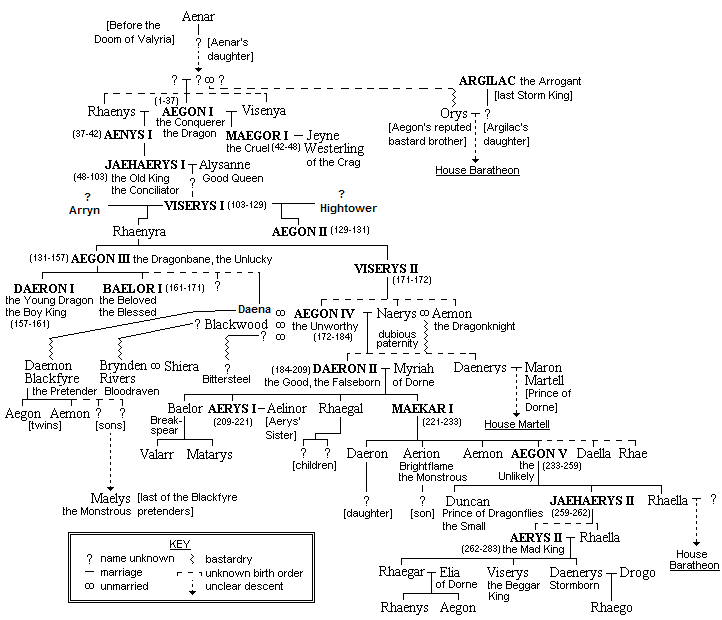
Huset Targaryens släktträd

Huset Targaryen styrde De sju konungarikena tills Robert Baratheon störtade dem. De flesta av husets medlemmar har på grund av sin valyriska härstamning silverfärgat hår och violetta ögon och anses vara besläktade med drakarna. Ofta har släktens medlemmar gift sig med nära släktingar för att hålla det kungliga blodet rent. Deras vapen är en trehövdad röd drake på svart botten och deras ord är Eld och blod.
- Aegon I Targaryen, kallad Erövraren och Aegon Draken, invaderade Västeros med sina drakar och enade sex av de sju kungadömena samt Flodländerna. Han anlade Kungshamn och styrde som kung från år 1 (året för hans landstigning)  till år 37, då han avled av naturliga orsaker. Senare tillfogade hans efterföljande även Dorne vilket enade hela kontinenten fram till muren under Targaryanerna.

- Aegon V Targaryen, kallad Aegon den Osannolike, var kung Jaehaerys II:s far och den tredje siste Targaryenkungen. Han tillträdde tronen sedan hans far Maekar avlidit och hans storebror Aemon nekat sina rättigheter till tronen och avled tillsammans med sin son och kronprins Duncan i en brand i sommarresidenset Sommarhall. Genom tragedin kom hans yngre son Jaehaerys (och indirekt dennes son Aerys) att ärva tronen.

- Aerys II Targaryen, kallad Den Galne Kungen och Kung Sårskorpa, styrde över de sju kungarikena 262-283, då han störtades av en koalition av de stora husen Stark, Arryn, Tully och Baratheon och dödades av sin egen kungsvakt Jaime Lannister. Hans ungdom var lovande, då han ersatte många av hans far och farfars gamla rådgivare och byggde upp en effektiv administration, men plågades senare mot livet av sinnessjukdom och galenskap, inte minst sedan han hållits fången i Duskendale av en upprorisk lord. Han var även besatt av eld och lät bränna flera av sina fiender levande, bland annat lord Denys, lord Rickard Stark och lord Chelsted, sin egen hand.

- Rhaegar Targaryen var kung Aerys kronprins, lord av Draksten, och anses ha utlöst upproret som störtade Targaryanerna när han kidnappade eller förförde Lyanna Stark, lord Rickard Starks dotter och trolovad till Robert Baratheon. I det avgörande slaget vid Treudden dödades han av Robert Baratheon personligen. Hans barn med prinsessan Elia av Dorne mördades senare med sin moder sedan Kungshamn fallit. Rhaegar ses fortfarande i ett positivt ljus av Targaryenlojalister, men även av sina fiender. Vadstället där rubinerna i hans rustning slogs lösa av Roberts stridshammare kallas sedan dess för "rubinvadstället" som minne av hans död.

- Aegon VI Targaryen var prins Rhaegars yngste son och var enligt westerosisk lag väntad att efterträda denne. Han dödades tillsammans med sin mor och sin syster Rhaenys när Tywin Lannister plundrade Kungshamn under befrielsekriget mot hans farfar, Kung Aerys II.

- Aemon Targaryen är kung Maekar den förstes son, en skicklig mäster, som vid faderns död skulle ha ärvt de sju kungarikena. Han tackade emellertid nej och rådde att hans yngre bror Aegon skulle krönas som Aegon den femte, och svor sig till ett liv i Nattens väktare för att undvika dispyter om tronföljden. På grund av detta är hans ursprung till stor del glömt. Vid berättelsens början är Aemon omkring 100 år gammal och blind och har tjänat Nattens väktare i nästan sju decennier. Han var den enda kände medlemmen av huset Targaryen som inte dödades eller gick i exil när hans brorsons son Aerys störtades från tronen, även om han beskriver nyheten som hans livs största tragedi. I berättelserna är han känd som Mäster Aemon.

- Daenerys Targaryen, även kallad Daenerys Stormfödd, är den sista kvarlevande av huset Targaryen. Hon lever i seriens inledning i exil i De fria städerna och planerar därifrån att ta över Järntronen och De sju konungarikena tillsammans med sin äldre bror Viserys Targaryen. Hon blev bortgift med krigarhövdingen khal Drogo som sedan dog; även Daenerys ofödda barn dog, men i samband med detta födde hon på sätt och vis de tre drakarna Viserion, Rhaegal och Drogon. Detta skedde genom att hon tog de "fossilerade" drakäggen hon fått i bröllopsgåva och gick in tillsammans med dem i elden som brände khalens döda kropp. Flera kapitel i böckerna berättar handlingen sedd från Daenerys perspektiv.

- Viserys Targaryen levde precis som sin syster Daenerys i exil i De fria städerna och det var han som planerade giftermålet mellan Deanerys och khal Drogo för att i gåva få en del av khalens krigare, vilka skulle användas för att återta tronen. Men Viserys fick inte sina krigare och när han förlorade tålamodet hotade han att skära upp Daenerys mage och slita ut hennes och khalens ofödda barn för att döda det inför dem. Då steg khal Drogo med sina livvakter, blodsryttarna, fram till honom och khalen befallde dem att hålla fast Viserys. Drogo tog av sina tunga armband och ringar av guld, lade dem i en kittel och lät allt smälta. Sedan "kröntes" Viserys med detta flytande guld över sitt huvud. Han dog och Daenerys insåg att han inte var en drake, ty "en sann drake dör inte av eld".

### Huset Lannister

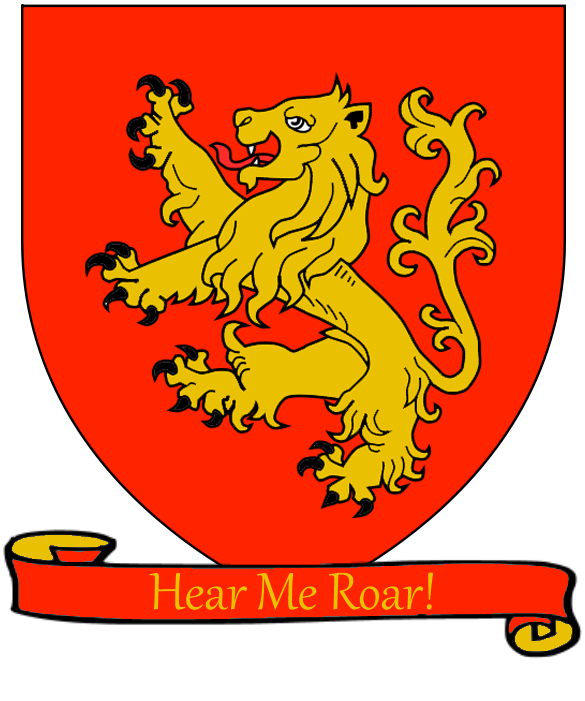
Huset Lannisters vapensköld

Huset Lannister är tack vare sina guldgruvor det rikaste adelshuset i De sju konungarikena. De har sitt säte i Västerlanden, i det storslagna slottet Casterlyklippan. Enligt legenden stammar ätten Lannister från Lann den klipske som en gång lurade ut den sanne kungen från Casterlyklippan. Medlemmarna av ätten Lannister är i regel långa, blonda och vackra. Deras vapen är ett rytande lejon i guld på karmosinröd botten och deras ord är Hör mig ryta. De informella orden En Lannister betalar alltid sina skulder är dock minst lika välkända.
- Tywin Lannister är lord av Casterlyklippan och ståthållare i Västern, samt mångårig hand under kung Aerys. Han är en hård och stolt man vars största fruktan är att folk ska skratta åt honom. Han är far till Cersei, Jaime och Tyrion Lannister, av vilka han älskar de två första, men döljer inte ett djupt förakt för sin son Tyrion, som han håller skyldig för sin älskade hustru Joannas död i barnsäng.

- Cersei Lannister är drottning över De sju konungarikena genom sitt äktenskap med Robert Baratheon. Hon har i själva verket ett hemligt incestförhållande med sin tvillingbror Jaime som är biologisk far till hennes tre barn. För att skydda barnen och sin egen ställning är hon beredd att göra vad som helst.

- Jaime Lannister är Cerseis tvillingbror och medlem av kungsvakten, den lilla skara av utvalda riddare vars enda uppgift är att skydda kungen. Jaime är liksom systern blond, grönögd och vacker. Han bär öknamnet "kungamördaren" sedan han dödat den galne drakkungen Aerys Targaryen, vilket skedde trots Jaimes ed att som medlem i kungsvakten försvara kungen. Jaime är också sin systers älskare och far till hennes barn. I flera av kapitlen i den tredje boken Svärdets makt berättas handlingen sedd från Jaimes perspektiv.

- Tyrion Lannister är lord Tywins yngsta barn, en groteskt ful dvärg som använder sin hjärna och sin snabba tunga som vapen. Han är avskydd av sin far som klandrar honom för sin hustrus död i samband med att hon födde Tyrion. Tyrion har dock en nära relation till sin äldre bror Jaime, trots att Tyrion avundas honom och har en viss sympati för Jon Snö. I flera av kapitlen i böckerna handlingen sedd ur Tyrions perspektiv.

### Huset Tyrell

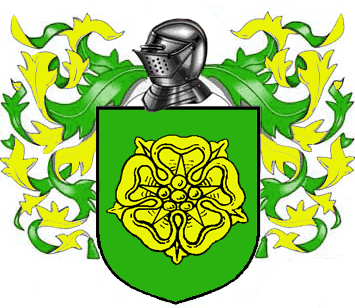
Huset Tyrells vapensköld

Huset Tyrell övertog makten i Ödemarkerna i söder sedan deras kung Mern av huset Gardener dödats i ett slag mot Aegon Erövraren. Deras domäner är de största, mest bördiga och mest välbefolkade i riket (namnet är därför något motsägelsefullt), och södern är berömd för sina somrar och sin fasta tilltro till ridderlighet och tornerspelets striktare regler. Deras vapensköld är en gyllene ros på en gräsgrön botten och deras ord är Vi växer oss starka.
- Mace Tyrell är lord av Höggården och ståthållare i Södern. Han är en mäktig man men föga intelligent eller förslagen. Hans största dröm är att hans dotter ska gifta sig med en kung. Under befrielsekriget höll han fast vid kung Aerys anspråk på tronen och belägrade under en lång tid huset Baratheons fäste, Stormens ände, vilket endast med nöd och näppe lyckades hålla ut tills Targaryanerna fallit. Han sägs endast ha vunnit ett slag i sitt liv, vid Ashemark, vilket emellertid tillskrivs hans främsta vasall Randyll Tarly.

- Willas Tyrell är Maces äldste son och arvtagare. Han är intelligent och godhjärtad men kan endast gå med svårighet efter en händelse i ett tornerspel många år tidigare mot Oberyn Martell, vilket bidragit till en häftig stämning mellan familjerna. Willas personligen hyser inga agg mot Oberyn.

- Loras Tyrell är Maces son, en framgångsrik tornerare kallad Blomsterriddaren.

- Garlan Tyrell är Willas' yngre och Loras' äldre bror och även han en skicklig krigare, dock i skuggan av sina bröder och till stor del frånvarande från hovet.

- Margaery Tyrell är Maces äldsta dotter. Hon gifter sig efter kung Roberts död med hans yngste bror Renly och fogar därmed sin familj till Renlys anspråk på tronen. Efter Renlys oförklarliga död gifter hon om sig med kung Joffrey, men då han redan på bröllopsbanketten blir förgiftad, gifter hon senare om sig för tredje gången med Joffreys lillebror, kung Tommen, som är hälften så gammal.

### Huset Martell

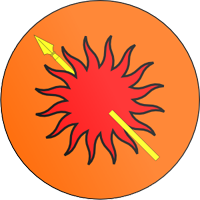
Huset Martells vapensköld

Huset Martell härstammar från den rhoynariska krigardrottningen Nymeria, en halvmytologisk gestalt i Västeros historia. Genom sitt varma klimat och rhoynariska ursprung skiljer sig Dorne på många sätt från de övriga sex kungarikena. Bland annat kallas regionens överhuvud för "prins" eller "prinsessa" snarare än lord, och lagen - som fortfarande har giltighet i Dorne sedan kungariket genom äktenskap inlemmades under Targaryanerna - medger jämlik kvinnlig arvsrätt. Deras vapen är en röd sol genomborrad av ett spjut på en brandgul botten, och deras ord är Okuvad, obeveklig, obruten.
- Doran Martell är prins av Solspjutet. Han är en gammal man, sjuk i gikt sedan många år och lever därför i en rullstol, assisterad av chefen för sin livvakt, Areo Hotah. Han har varit deprimerad och hämndlysten sedan hans syster Elia mördades i plundringen av Kungshamn, och håller Tywin Lannister ansvarig för händelsen.

- Oberyn Martell är prins Dorans yngre bror och enligt vissa Dorniens verklige härskare. Han stod systern Elia mycket nära och sägs liksom brodern ruva på hämnd, men har sedan en serie skandaler (bland annat en duell i vilken Willas Tyrell förlorade sitt ben, vilket ledde till en långvarig konflikt med huset Tyrell, trots att Willas aldrig hållit Oberyn som ansvarig) lämnat Westeros och rest runt i östern. Han har ett stort antal oäkta döttrar med flera kvinnor, kallade "Sandormarna" och är en mycket skicklig krigare, känd för fula knep. Det ryktas att han är bisexuell.

- Arianne Martell är Dorans äldsta barn och hans arvinge. Hon vördar sin fader men föraktar hans försiktiga natur och bristande beslutsamhet. Trots att hon sedan flera år är vuxen vid berättelsens början är hon ogift, och hennes faders förslag till äkta män har bidragit till en konflikt mellan de två.

- Quentyn Martell är Dorans äldste son men är under dornisk lag underkastad en könsneutral tronföljd, enligt vilken han är Dorans andra arvtagare efter systern Arianne.
- Trystane Martell är Dorans yngste son. Han är trolovad Myrcella Baratheon för att stärka banden mellan Dornien och järntronen.

### Huset Greyjoy

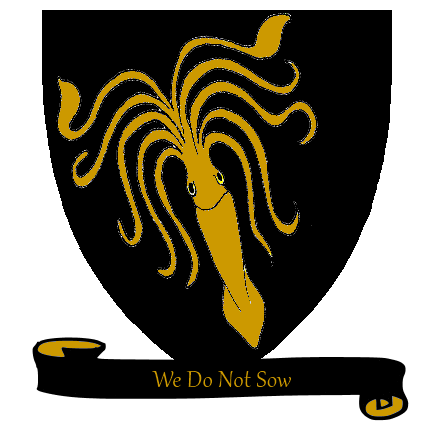
Huset Greyjoys vapensköld

Huset Greyjoy övertog Järnöarna sedan den siste kungen Harren den svarte, av huset Hoare, dödats i sin fästning Harrenhal av Aegons drakar tillsammans med sina söner. Genom sin distinkta kultur skiljer sig de järnfödda från fastlandet, även om öarna förblivit under Järntronen sedan Targaryanerna fördrivits. Deras symbol är en gyllene krake på svart botten (föreställande ett mörkt hav) och orden är Vi sår inte, syftande till de järnföddas böjelse för plundring. De praktiserar en form av polygyni med en "järnfru" och flera "saltfruar" som rövats bort genom plundringståg. Under Robert Baratheons regering gjorde lord Balon uppror genom att kröna sig till kung, vilket nedslogs brutalt under Stannis Baratheons ledning. Balons äldsta söner, Rodrik och Maron dödades och hans sista son Theon sändes till Vinterhed för att fostras som gisslan. Efter Roberts död kröner sig Balon en andra gång, med planer på att återupprätta de järnföddas domäner på fastlandet.
- Balon Greyjoy är lord av Järnöarna. Några år efter kung Roberts kröning ledde han ett uppror mot Järntronen, vilket nedslogs brutalt och hans två äldsta sönder, Rodrik och Maron omkom. Hans mål är att frigöra Järnöarna under sitt eget välde och utöka det till sin forna glans. Han beundras av sina yngre bröder Vicatarion och Aeron. Han är en bitter och grym man och har knapp kärlek till Theon. Han kallas Den Gamle Kraken.

- Euron Greyjoy, kallad "Kråköga", är en av Balons bröder och deltog också i anfallet på Lannisport, vilket var hans plan. Han är enögd och befinner sig sedan länge i exil på sitt skepp "Tystnaden", vilket ros av män vars tungor han skurit ut. Han beskrivs som sinnessjuk och har blåläppar på grund av hans bruk av drogen "shade of the evening".

- Victarion Greyjoy är Balons andre bror och en hårdför befälhavare för Balons flotta. Victarion beundrade sin äldste bror och de båda bröderna hade en god relation. Sedan Euron förfört, möjligen våldtagit hans hustru, som Victarion därefter slog ihjäl, har de två bröderna befunnit sig i en svår konflikt som efter Balons död övergår i rivalitet om vem som ska styra Järnöarna. Han är en fruktad krigare, som bär rustning även på havet för att demonstrera sin brist på fruktan inför drunkningsdöden och den drunknade guden.

- Aeron Greyjoy är en präst i den drunknade gudens tjänst och en av ledarna för anfallet mot Lannisport under Balons första uppror. Han är den yngste av Balons bröder. Under sin barndom blev Aeron våldtagen av sin äldre bror Euron.

- Theon Greyjoy är lord Balons tredje son och uppväxt i Vinterhed som följd av hans fars förräderi.

- Asha Greyjoy är Theons äldre syster. Hon uppfostras okonventionellt till Balons arvtagare, trots hennes kön, vilket emellertid inte hämmat hennes aggressivitet och skicklighet i strid. Hon förlöjligar öppet Theon, men är privat mycken mån om sin yngre bror. Hon kallas Krakens dotter.

### Nattens Väktare

Nattens väktares vapensköld

Nattens väktare är ett brödraskap som svurit celibat och att speja på Muren efter fiender mot länderna i söder. De var en gång en stolt och prestigefylld order, men endast nordmännen ser dem som annat än ett sätt att bli av med oönskade personer; så som fångar och odugliga söner. Då nattens väktare står emot vildmännen bortom Muren som ibland försökt plundra och erövra Norden så är de betydligt mer välvilliga till dem och det anses som ärofullt att ta värvning. De har flera slott längs med muren, men alla utom 3 har övergivits då natten väktare blivit alltför underbemannade. Deras högkvarter är Svarta Slottet, som vaktar den enda tunneln i Muren. 
- Jeor Mormont är den 997:de befälhavaren över nattens väktare. Han anslöt sig frivilligt när han ansåg att hans äldste son, Jorah, var redo att ta över. Han blev snabbt populär och steg i graderna till befälhavare. Han kallas "Den Gamle Björnen".

- Aemon är "maester" (en lärd) hos natten väktare. Han är egentligen medlem av Huset Targaryen.

- Benjen Stark är förste jägare och yngre bror till Ned Stark.

- Bowen Marsh är förste föreståndare och kökschef på Svarta Slottet.

- Alliser Thorne är en riddare och slottsmästare på Svarta Slottet. Han är sadistisk och hatad av många av de lägre stående rekryterna, särskilt de som tränat under honom. En stark fiendskap uppstår mellan Alliser och Jon Snö. Han skickades i exil av Tywin Lannister.

- Samwell Tarly är son till den berömde lorden Randyll Tarly av Huset Tarly. Randyll ansåg sin son var oduglig och tvingade honom att gå med nattens väktare så hans yngre bröder kunde ärva istället. Samwell är kraftigt överviktig och retad av flera av bröderna på Svarta Slottet. Han är dock intelligent och kunnig. Samwell och Jon Snö blir bästa vänner, vilket får Samwell att konvertera till de Gamla Gudarna, som Jon följer.

- Sorgsne Edd är en föreståndare och känd för sin torra och sarkastiska humor. Han blir nära vän med Jon och Samwell. Yoren är rekryterare för nattens väktare och reser land och rike för att hitta ny rekryter.

- Qhorin Halfhand en legendarisk jägare på "Skuggtornet".

### Huset Bolton

Huset Boltons vapensköld

Huset Bolton var i tusen år fiender till Huset Stark och kungar i sin egen rätt, de Röda Kungarna. När Andalernas folkvandring började blev de till sist vasaller och allierade till Huset Stark. Deras symbol är en flådd man, en påminnelse om ryktet att de lät flå sina fiender. Deras motto är "Våra knivar är vassa". Deras säte kallas "Skräckfortet". 
- Roose Bolton är lord och en av de främsta vasallerna till Huset Stark. Han är en mycket grym och kall man som sällan visar känslor överhuvudtaget. Han tror att åderlåtning är hälsosamt och låter sig åderlåtas med iglar, vilket gett honom smeknamnet "igellorden".

- Ramsay Snow är Rooses oäkte son. Han är makthungrig och ännu grymmare än sin far, och saknar nästan helt dennes förmåga att tygla sin blodtörst.

- Domeric Bolton var Rooses ende son inom sitt äktenskap. De som kände honom i livet minns honom som en lovande framtida lord. Roose misstänker att Ramsay mördade honom.

### Huset Mormont

Huset Mormonts vapensköld

Lojala vasaller till Huset Stark, Huset Mormont av Björnön är en stolt, våldsbenägen och ärofull ätt. Deras vapen är en svart björn som står på bakbenen och deras motto är "Här står vi". 
- Jorah Mormont är Husets egentlige överhuvud. Jorah sålde tjuvjägare till slavhandlare vilket bröt mot de Sju Rikenas lagar mot slaveri. Jorah blev fredlös och flydde i exil till Essos. Då hans far Jeor abdikerat för att hans son skulle kunna ta över medan han själv gick med nattens väktare, tog Jeors syster Maege över. Jorah blir sedan en trogen följeslagare till Danearys och blir även kär i henne.

- Maege Mormont är husets nuvarande överhuvud. Hon är känd som "hon-björnen". Hon är en gråhårig gammal kvinna som föredrar att slåss med spikklubba och är mycket religiös. Hon och hennes äldre bror Jeor har aldrig dragit jämnt. Dacey Mormont är Maeges äldsta dotter. Hon är en lång och smal kvinna, som liksom sin mor är handlingskraftig och stridslysten.

- Alysane Mormont är Maeges andra dotter. Hon är kort och muskulös och har två barn som hon påstår hon avlat med en björn.

### Huset Baelish

Huset Baelish nya vapensköld

Huset Baelish av Harrenhal är ett lägre hus som har sitt ursprung från Braavos, ett ursprung som tidigare syntes på husets ursprungliga vapensköld som bestod av titanen från Braavos huvud. På senare år ändrades vapenskölden till en härmfågel. Husets motto är "Kunskap är makt".

Huset Baelish ursprungliga vapensköld

- Huset Baelish ursprungliga vapensköldPetyr Baelish också känd som "Lillfinger", är den enda levande personen av huset Baelish vid böckernas början. Han är skattemästare i kung Roberts lilla råd samt äger en framgångsrik bordell.

### Huset Clegane

Huset Cleganes vapensköld

Sandor Clegane är Joffreys livvakt, även kallad blodhunden. Hans halva ansikte är bränd efter en incident med hans äldre bror i barndomen.
Gregor Clegane kallas även berget som rider. Han är enorm och svingar ett tvåhandssvärd som ett enhandssvärd.

## Utgivning
| Nr | Titel                | Sidor      | Kapitel    | Ljudbok    | Utgivningsår |
| -- | -------------------- | ---------- | ---------- | ---------- | ------------ |
| 1  | Kampen om järntronen | 736        | 73         | 33T 19M    | 1996         |
| 2  | Kungarnas krig       | 753        | 70         | 36T 35M    | 1998         |
| 3  | Svärdets makt        | 961        | 82         | 45T 34M    | 2000         |
| 4  | Kråkornas fest       | 733        | 46         | 37T 20M    | 2005         |
| 5  | Drakarnas dans       | 1117       | 72         | 44T 2M     | 2011         |
| 6  | The Winds of Winter  | (Kommande) | (Kommande) | (Kommande) | (Kommande)   |
| 7  | A Dream of Spring    | (Kommande) | (Kommande) | (Kommande) | (Kommande)   |

Det finns också tre kortromaner som utspelar sig i samma värld som romanserien, men 90 år före händelserna i själva serien:
- The Hedge Knight – 1998
- The Sworn Sword – 2003
- The Mystery Knight – 2010

På svenska har dessa utkommit i en samlingsvolym med titeln Riddaren av de sju konungarikena.
Boken En värld av is och eld gavs ut på svenska 2015. Det är en historisk och geografisk krönika över Västeros och andra platser i Martins värld. Boken är skriven av paret Linda Antonsson och Elio García.
Fire & Blood utkom 2018. I den svenska översättningen har boken delats upp i två volymer, med titlarna Eld & blod: historien om huset Targaryen, del I och Eld & blod: historien om huset Targaryen, del II. Böckerna skildrar huset Targaryens historia från erövrandet av de sju konungarikena.

### Översättningar
Den svenska översättningen av Sagan om is och eld har påbörjats och avbrutits ofullbordad två gånger.
Första gången i mitten av 1990-talet översattes den första boken A Game of Thrones, den gavs ut i två delar: "I vargens tid" (ISBN 9137113267) och "Kampen om järntronen" (ISBN 9137113585). Den andra gången runt år 2000 gavs tre böcker ut,, dels den tidigare översatta första delen "Kampen om järntronen", sedan den andra delen Clash of Kings som "Kungarnas krig" och den tredje delen A Storm of Swords som "Svärdets makt". 
2011 påbörjades en ny översättning av böckerna. 2012 gavs den fjärde delen "A Feast for Crows" ut som "Kråkornas fest" och senare samma år gavs även den femte delen "A Dance of Dragons" ut som "Drakarnas Dans" Alla översättningar har gjorts av Louise Thulin för förlaget Forum. 

### Serieromaner
2012 gavs den första samlingsvolymen ut med en tecknad version av bokserien, eller som George R.R. Martin säger i sitt förord: en serieroman. Huvudtiteln på serieromanerna är A game of thrones med en underrubrik. Serieromanerna är översättningar av den närmast samtidigt utgivna utgåvan på originalspråket och som framställs under aktivt överinseende av författaren själv. 
Utgåvor
- Kampen om järntronen 1 (A Game of Thrones: The Graphic Novel: Volume One) – 20 juni 2012
- Kampen om järntronen 2 (A Game of Thrones: The Graphic Novel: Volume Two) – 26 september 2013
- Kampen om järntronen 3 (A Game of Thrones: The Graphic Novel: Volume Three) – 28 maj 2014